# Wystawa psów rasowych

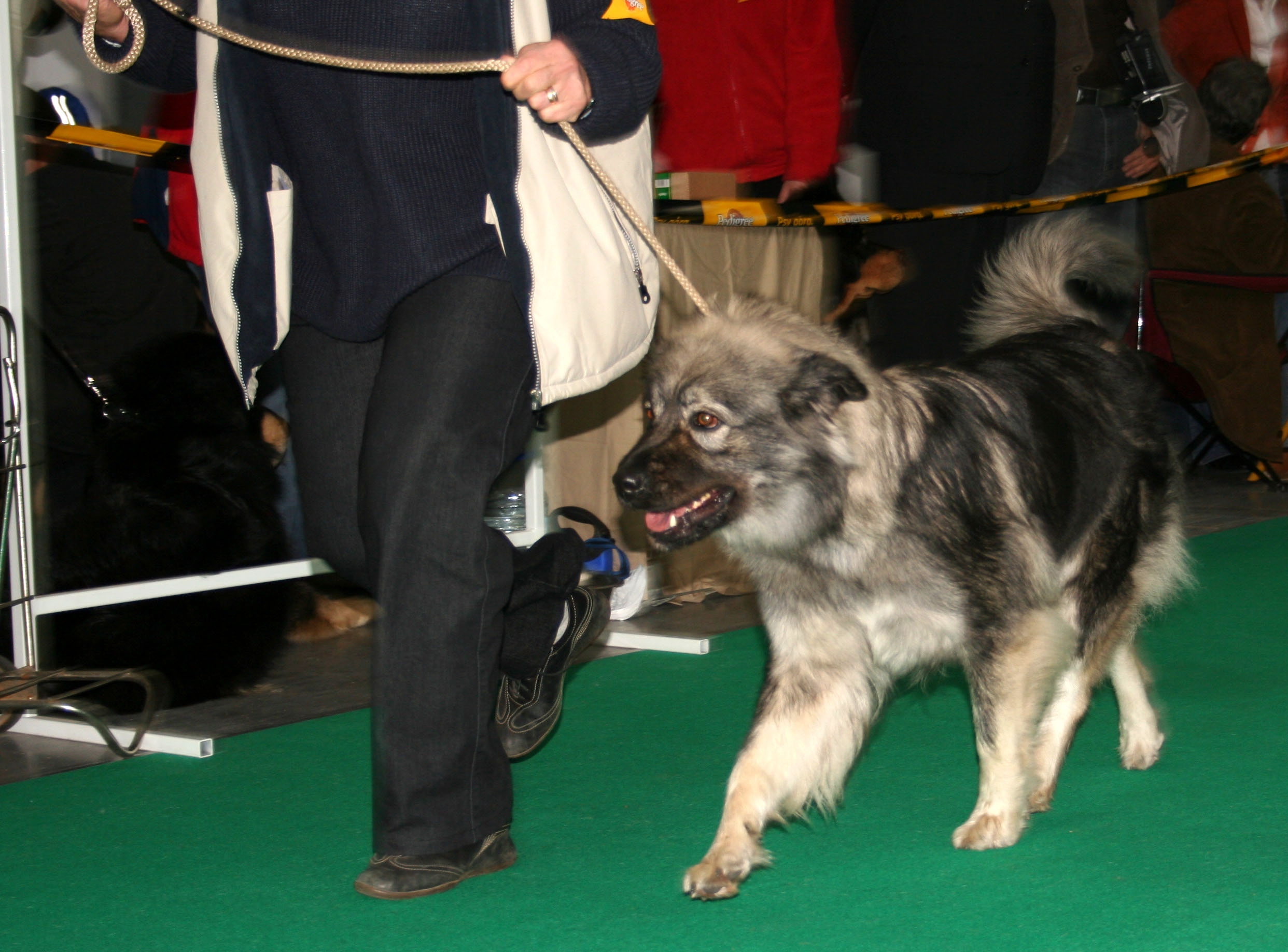
Prezentacja na ringu owczarka kraskiego podczas Światowej Wystawy Psów Rasowych w Poznaniu

Wystawa psów rasowych – impreza organizowana przez organizacje kynologiczne, której celem jest zgromadzenie psów rasowych w określonym miejscu i czasie, oraz dokonanie ich prezentacji i oceny.

## Przebieg wystaw psów
Wystawy psów przebiegają zgodnie z regulaminem danej organizacji. Podczas pokazów pies musi zostać zaprezentowany w określony sposób i jest porównywany z innymi psami. Oceną psów podczas wystawy zajmują się sędziowie kynologiczni. Pod uwagę brany jest zarówno wygląd zewnętrzny psa (eksterier), jak i jego cechy psychiczne oraz ułożenie i posłuszeństwo wobec właściciela. Efektem oceny jest przyznanie psu określonej noty, a dodatkowo możliwe jest przyznanie tytułu, który otrzymuje najlepszy z porównywanych psów w danej grupie.
Zazwyczaj na każdej wystawie odbywają się zawody lub konkursy lub tzw. field – traitls (konkursy w polu). Oceniane są próby pracy podejmowane przez psy myśliwskie czy też próby posłuszeństwa psów pasterskich
Wystawy psów pełnią ważną rolę w selekcji najbardziej wartościowych osobników. Przyznane oceny decydują o tym, czy pies lub suka będą mogły być w przyszłości wykorzystane do reprodukcji. Inną rolą wystaw jest wymiana doświadczeń pomiędzy hodowcami, poznawanie ras, a także spotkanie towarzyskie osób o podobnych zainteresowaniach.

### Przebieg wystawy organizowanej przezZKwP

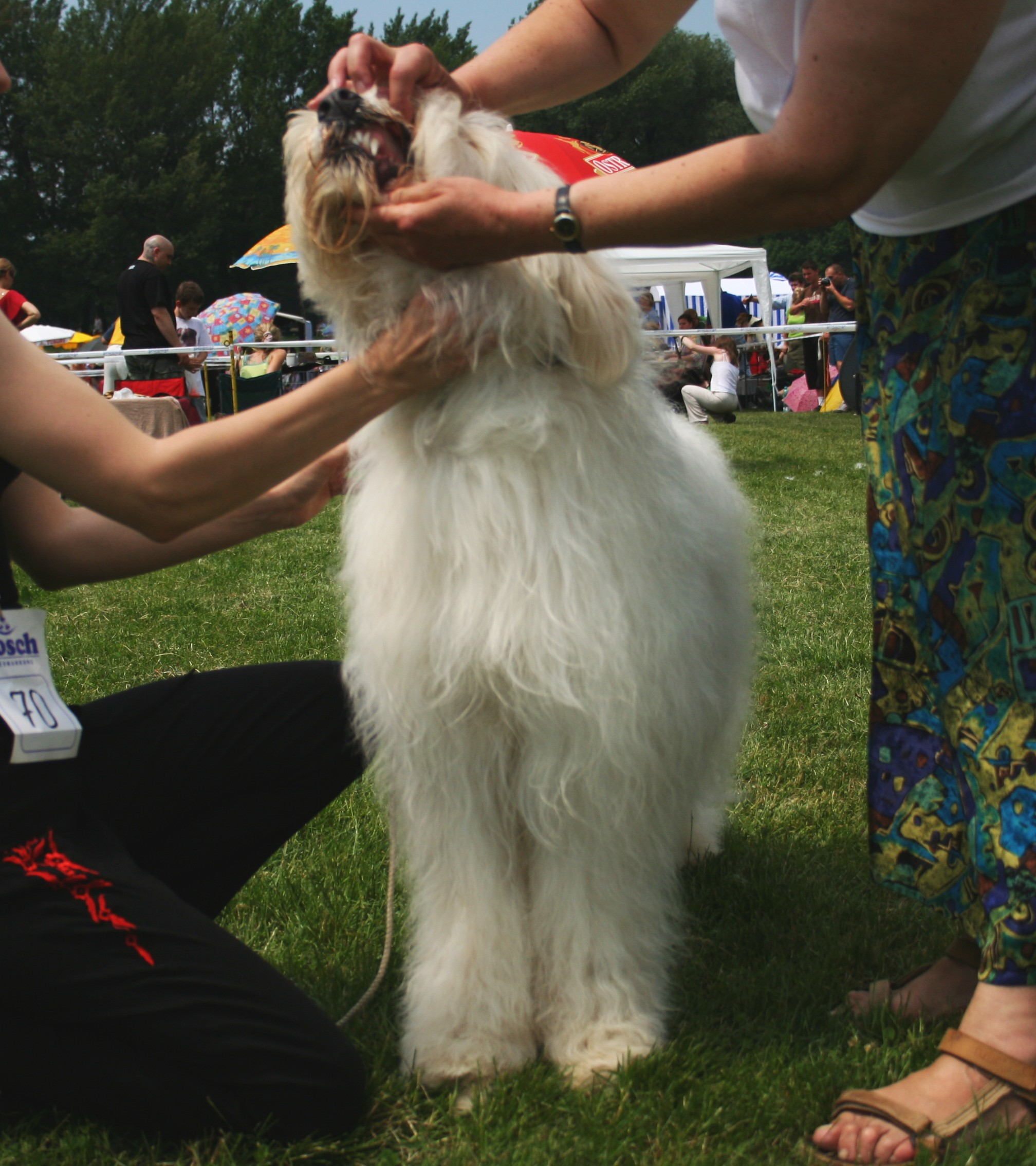
Sędziowska ocena uzębienia Jużaka na krajowej wystawie psów rasowych w Raciborzu

Przed wystawą psa należy zgłosić w wyznaczonym terminie. Aby wejść na teren wystawy, pies musi posiadać aktualne szczepienie na wściekliznę, sprawdzane przez wpuszczenie zwierzęcia na teren przez lekarza weterynarii.
Każda z ras ma przydzielony ring (zwykle kilka-kilkanaście ras na jednym, chyba że duża grupa zgłoszonych psów na to nie pozwala). Psy podzielone są według ras, płci, a w końcu – klas. Zwykle pierwsze oceniane są samce, dopiero później samice. Początkowo psy oceniane są w swoich klasach. Następnie wybiera się najlepszego psa i sukę, a te rywalizują między sobą o tytuł najlepszego psa w rasie. Osobno porównywane są także pies i suka weteranów oraz młodzieży.
Po zakończeniu sędziowana w ringu danej rasy zwycięzcy przenoszą się na tzw. ring główny, gdzie wybierane są najlepsze psy w danej grupie FCI, a następnie spośród dziesiątki najlepszych sędzia wyłania najlepszego psa wystawy. Psy z klas młodszych szczeniąt, szczeniąt, młodzieży oraz weteranów oceniane są osobno, ale pies z klasy młodzieży i weteranów może jednocześnie startować w wyborze najlepszego psa ze swojej kategorii wiekowej, jak i najlepszego psa całej wystawy.
W trakcie całego procesu wystawiania oceniana jest budowa psa, zachowanie zwierzęcia oraz sposób jego przygotowania (grooming oraz pokazanie psa przez handlera).

## Historia wystaw psów rasowych
Początkowo wystawy psów pełniły funkcję sprawdzania ich użytkowości. Ocena psiego wyglądu była dodatkiem do wydarzenia. Dopiero z czasem pokazy psiej piękności zyskały autonomiczność. Pierwsza niezależna wystawa psów odbyła się w Newcastle w 1859 roku (czyli w roku, w którym opublikowano O powstawaniu gatunków). Zaprezentowano na niej dobrze znane psie rasy, takie jak pointery, setery i spaniele. 

### W Polsce
Prawdopodobnie pierwsza polska wystawa psów odbyła się w 1862 w Gostyniu. Kolejne odbyły się w 1877 i 1881, a potem miały miejsce co roku. W 1925 odbyła się pierwsza ogólnopolska wystawa psów rasowych.

## Rangi wystaw psów
Organizacje zrzeszone w FCI organizują wystawy w jednolitym systemie rang. Możemy wśród nich wyróżnić:

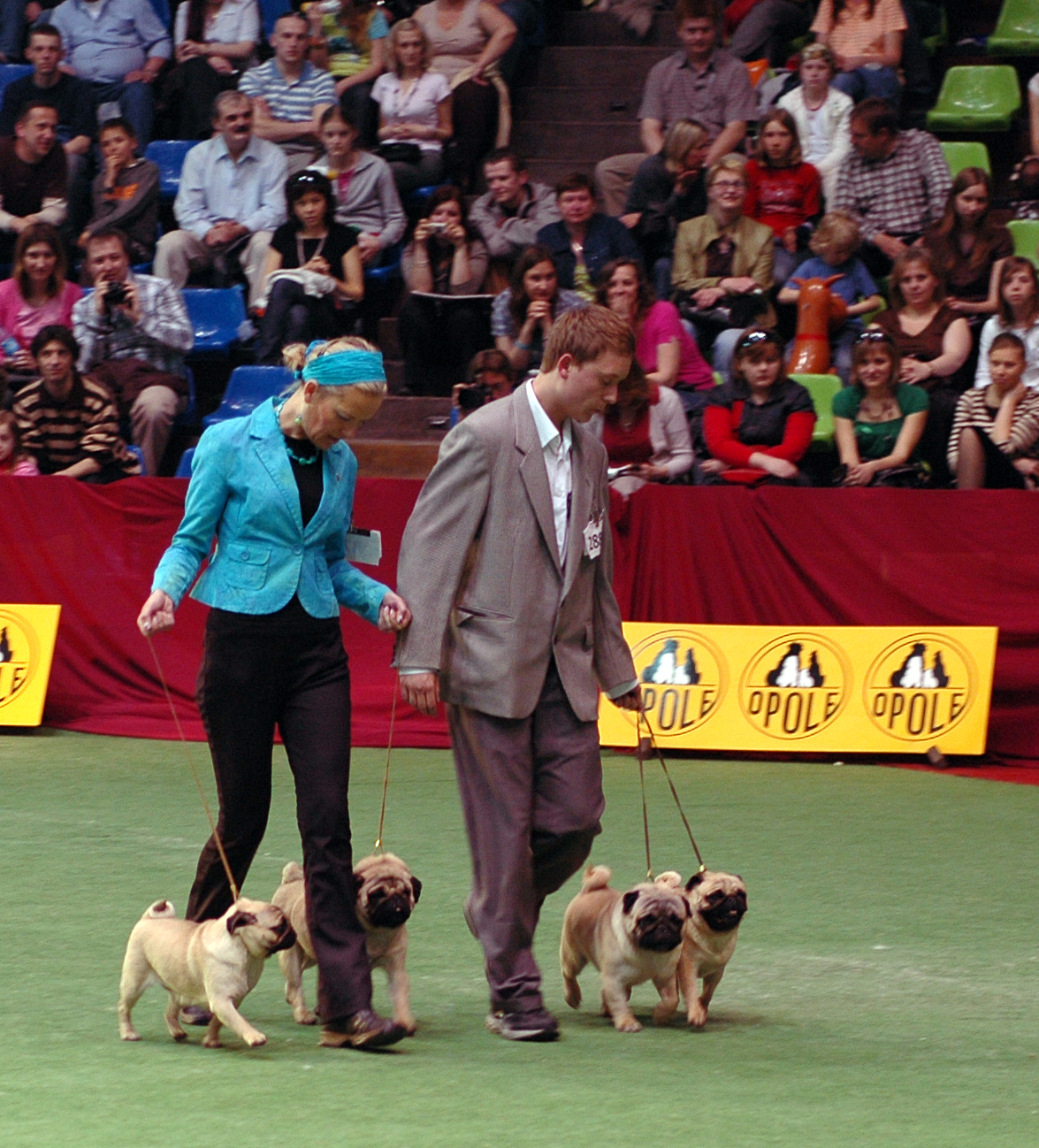
Mopsy na Międzynarodowej Wystawie Psów Rasowych w Opolu

- Wystawy krajowe – podstawowy typ wystaw psów. Co roku w Polsce organizuje się ich kilkadziesiąt. Mogą obejmować wszystkie, lub część grup FCI. W trakcie nich pies może uzyskać CWC. Na wystawie tego typu oceniać psy może każdy sędzia kynologiczny.
- Wystawy międzynarodowe – wyższy rangą rodzaj wystawy. W Polsce organizowanych jest ok. 10 wystaw tego typu w ciągu roku. W trakcie nich psy mogą zdobyć CWC oraz CACIB. Najbardziej prestiżowa wystawa tego typu w Polsce organizowana jest co roku w Poznaniu. Na wystawie międzynarodowej psy może oceniać tylko sędzia kynologiczny posiadający do tego odpowiednie uprawnienia.
- Wystawy klubowe – typ wystawy organizowany raz do roku przez klub danej rasy psów. Na wystawie tego typu poza CWC psy mogą zdobyć dodatkowe tytuły.
- Wystawy specjalistyczne – typ wystawy niefunkcjonujący w Polsce. Zwykle są wystawą jednej rasy, lub grupy ras. Zdarza się, że wystawa międzynarodowa otrzymuje status specjalistycznej dla kilku konkretnych ras.
- Wystawy championów – typ wystawy, w którym mogą brać udział tylko psy posiadające przynajmniej jeden z tytułów: Międzynarodowy Champion Piękności, Krajowy Champion Wystawowy oraz Młodzieżowy Champion Wystawowy. W Polsce tego typu wystawa organizowana jest raz do roku w Lesznie. Kraj organizujący ją zmienia się co rok.
- Wystawa światowa – organizowana raz do roku wystawa w wybranym wcześniej kraju przynależącym do FCI, lub innej organizacji współpracującej z nią.
- Europejska wystawa psów (EDS) – organizowana raz do roku wystawa psów w Europie, w kraju przynależącym do FCI, lub do innej organizacji współpracującej z nią. Kraj organizujący ją zmienia się co rok.
- Cruft's – uznawana za jedna z najbardziej prestiżowych wystaw na świecie, organizowana co roku w Wielkiej Brytanii. Zgłosić się mogą do niej tylko zwierzęta, które uzyskały taką możliwość przez starty w innych wystawach. Sędzia kynologiczny wybrany do oceniania psów może dokonać tego tylko raz w życiu.

## Klasy wystawowe

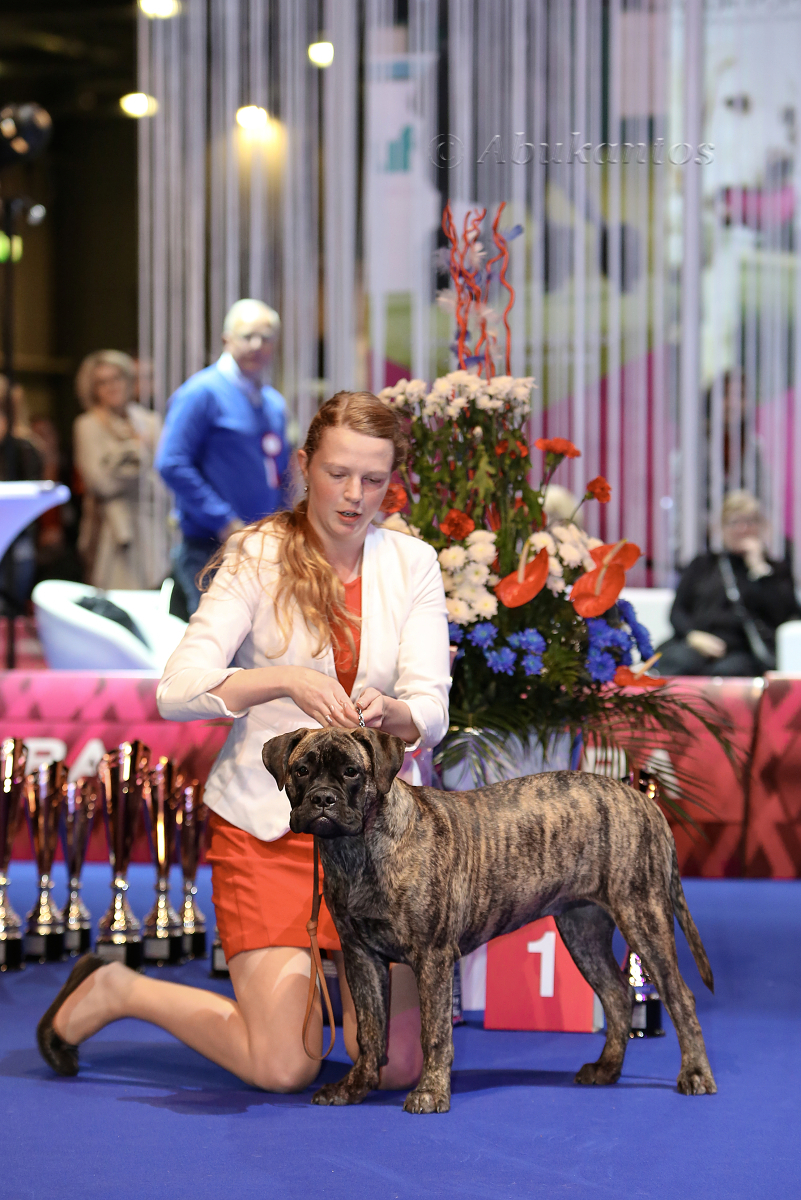
Pies Burn Da Bridge Legendary Hills, zwycięzca klasy młodszych szczeniąt, w trakcie europejskiej wystawy psów rasowych w Brnie w 2014

Psy na wystawach podzielone są według ras, a w nich według klas. Samce i samice oceniane są osobno. Klasy funkcjonujące w ZKwP pokrywają się z podziałem FCI. W razie szczególnej potrzeby (np. w przypadku wystaw klubowych, na których pojawia się wiele psów) w wyszczególnionych przypadkach istnieje możliwość dodania kolejnych podziałów (np. podział na barwy). Powszechnie funkcjonujące w Polsce klasy to:
- Klasa młodszych szczeniąt – od 4 do 6 miesięcy
- Klasa szczeniąt – od 6 do 9 miesięcy
- Klasa młodzieży – od 9 do 18 miesięcy
- Klasa pośrednia – od 15 do 24 miesięcy
- Klasa otwarta – powyżej 15 miesięcy. Brak górnej granicy wieku.
- Klasa użytkowa –zwierzęta w wieku powyżej 15 miesięcy do 8 lat, z certyfikatem użytkowości. Organizowana wyłącznie dla ras, które w nazewnictwie FCI są rasami pracującymi.
- Klasa championów – dla zwierząt, które posiadają tytuły championa międzynarodowego lub krajowego polskiej lub zagranicznej organizacji kynologicznej, koniecznie uznanej przez FCI. Klasa nie obejmuje młodzieżowych championatów. Brak górnej granicy wieku.
- Klasa weteranów – powyżej 8 lat

## Tytuły wystawowe

### Tytuły zdobywane na poziomie rasy
Na wystawach FCI psy mogą zdobyć wiele tytułów. Między innymi:
- CWC – wniosek o przyznanie Certyfikatu na Krajowego Championa Wystawowego. Za granicą używa się skrótu CAC[9].
- CACIB  – wniosek o przyznanie Międzynarodowego Championa FCI[10].
- res-CACIB – rezerwowy wniosek o przyznanie Międzynarodowego Championa FCI[10].
- Zwycięzca Młodzieży – tytuł przyznawany psu i suce danej rasy po wygraniu klasy i zdobyciu przez niego oceny doskonałej[9].
- Zwycięzca Rasy – tytuł przyznawany najpiękniejszemu psu danej rasy w trakcie wystawy[9].
- Międzynarodowy Champion Piękności FCI – pies musi zdobyć czterokrotnie wniosek CACIB, w trzech różnych krajach i z odpowiednim odstępem czasu[11].
- Krajowy Champion Wystawowy – aby zdobyć ten tytuł pies musi trzykrotnie zdobyć wniosek CWC, w tym co najmniej raz na wystawie klubowej, lub międzynarodowej. Pomiędzy zdobyciem pierwszego i ostatniego wniosku musi minąć pół roku[12].
- Młodzieżowy Champion – zdobywają go psy biorące udział w klasie młodzieży, które trzykrotnie wygrały w swojej klasie, uzyskując tytuł Zwycięzca Młodzieży. Ocena musi pochodzić od trzech różnych sędziów, a co najmniej jedno ze zwycięstw musi pochodzić z wystawy klubowej, lub międzynarodowej[13].

### Tytuły zdobywane na finałach
W trakcie tak zwanych konkurencji finałowych psy mogą zdobyć kolejne tytuły, takie jak między innymi:
- BIS (Best in Show) – "Zwycięzca Wystawy" – otrzymuje najlepszy pies na wystawie
- BIS junior - otrzymuje najlepszy junior wystawy
- BIS weteran - otrzymuje najlepszy weteran wystawy
- BOG (Best of Group) – "Zwycięzca Grupy" – otrzymuje najlepszy pies w swojej grupie
- BOB (Best of Breed) – "Zwycięzca Rasy" – otrzymuje najlepszy pies w swojej rasie.

## Wystawy psów w Polsce
W 2000 roku europejska wystawa psów rasowych (ang. European Dog Show, w skrócie EDS) miała miejsce w Poznaniu. Zgłosiło się na nią około dziewięć tysięcy psów. W związku z tym sześć lat później (w 2006) ponownie w tym samym mieście odbyła się Światowa Wystawa Psów Rasowych. Na wystawę zgłoszonych zostało 20 889 psów.

### Europejska wystawa psów rasowych w 2018
W dniach 11-14 października 2018 w Ptak Warsaw Expo odbyła się europejska wystawa psów rasowych zorganizowana przez Związek Kynologiczny w Polsce. Rok wydarzenia był dość istotny dla organizacji w związku z jej osiemdziesięcioleciem istnienia. Na wystawę zgłoszono około dwudziestu tysięcy psów, będących przedstawicielami 340 ras. Psy pokazywane były na osiemdziesięciu ringach. Z opinii uczestników wynika, że jej organizacja wydarzenia była na wysokim poziomie. Równolegle z EDS odbyła się jubileuszowa wystawa psów rasowych, świętująca osiemdziesięciolecie organizacji.

#### Zwycięzcy
Najlepszym psem na wystawie, czyli zdobywcą tytułu Best in Show okazał się pochodzący z Chorwacji dalmatyńczyk Dalmino Voodoo Vision. Drugie miejsce zajął american staffordshire terrier Karballido Staffs Undisputed Line. Na trzecim miejscu stanął pekińczyk, suka o imieniu Livanda Kashmir, a czwarte miejsce przypadło wyżłowi węgierskiemu krótkowłosemu Ambravittoriya Amadeus.

## Organizacje w Polsce
Wystawy Psów Rasowych w Polsce organizowane są przez stowarzyszenia takie jak:
- Polska Federacja Kynologiczna zrzeszony w ACW
- Polski Klub Psa Rasowego zrzeszony w ACE oraz F.C.M.
- Związek Kynologiczny w Polsce (ZKwP) zrzeszony w FCI
- Polskie Porozumienie Kynologiczne zrzeszony w WKU
- Związek Hodowców Psów Rasowych zrzeszony w UCI.
- Stowarzyszenie Klub Psa i Kota Rasowego - ACF.

## Kontrowersje
Wyprodukowany w 2008 roku film dokumentalny pt. Pedigree Dogs Exposed był głośną krytyką wpływu oceny psów na wystawach na praktyki hodowców, doprowadzające do pogarszającego się stanu zdrowia psów rasowych. W filmie pokazano m.in. psa rasy Cavalier King Charles Spaniel w agonii z powodu choroby, której przyczyną jest czaszka zbyt mała by pomieścić mózg. Historyk David Hancock wskazał, że "sposób w jaki hodowcy usprawiedliwiają zbyt krótką kufę, nadmierne pofałdowanie skóry i budowę ciała jako tradycyjne jest zwyczajną nieprawdą". W programie wykazano, że głowy buldogów stały się tak duże, że większość tych psów nie jest w stanie urodzić siłami natury, a jedynie przez cesarskie cięcie. Udokumentowano też przypadki, gdy osobniki z poważnymi wadami dziedzicznymi otrzymywały tytuł czempiona. Zwycięzca wystawy Crufts (jednej z najbardziej prestiżowych na świecie) z 2003 roku, pies rasy pekińczyk, musiał mieć podłożony woreczek z lodem by można było zrobić mu pamiątkowe zdjęcia. Niektóre wzorce ras, tak jak buldoga, pod wpływem reakcji wywołanych przez film zostały zmienione. Program, którego produkcja trwała dwa lata, obejrzało 3.9 miliona widzów. W 2012 roku powstał program Pedigree Dogs Exposed: Three Years On, gdzie padło stwierdzenie, że pozytywne zmiany następują zbyt wolno; jako fundamentalny problem powstrzymujący postęp przedstawiono sposób, w jaki świat psów rasowych jest regulowany przez największe organizacje kynologiczne. Bez niezależnej kontroli z zewnątrz, pod kątem dobrostanu zwierząt, zmiany były bardzo powolne i w przypadku wielu ras nadchodzące za późno (krytyka w filmie dotyczy głównie angielskiego Kennel Clubu, odpowiednika polskiego Związku Kynologicznego). 